# Rifugio Piero Vacca
Il rifugio Piero Vacca è un rifugio situato nel comune di Lanslebourg-Mont-Cenis (Savoia) in val di Susa, nelle Alpi Cozie, a 2.670 m.

## Storia

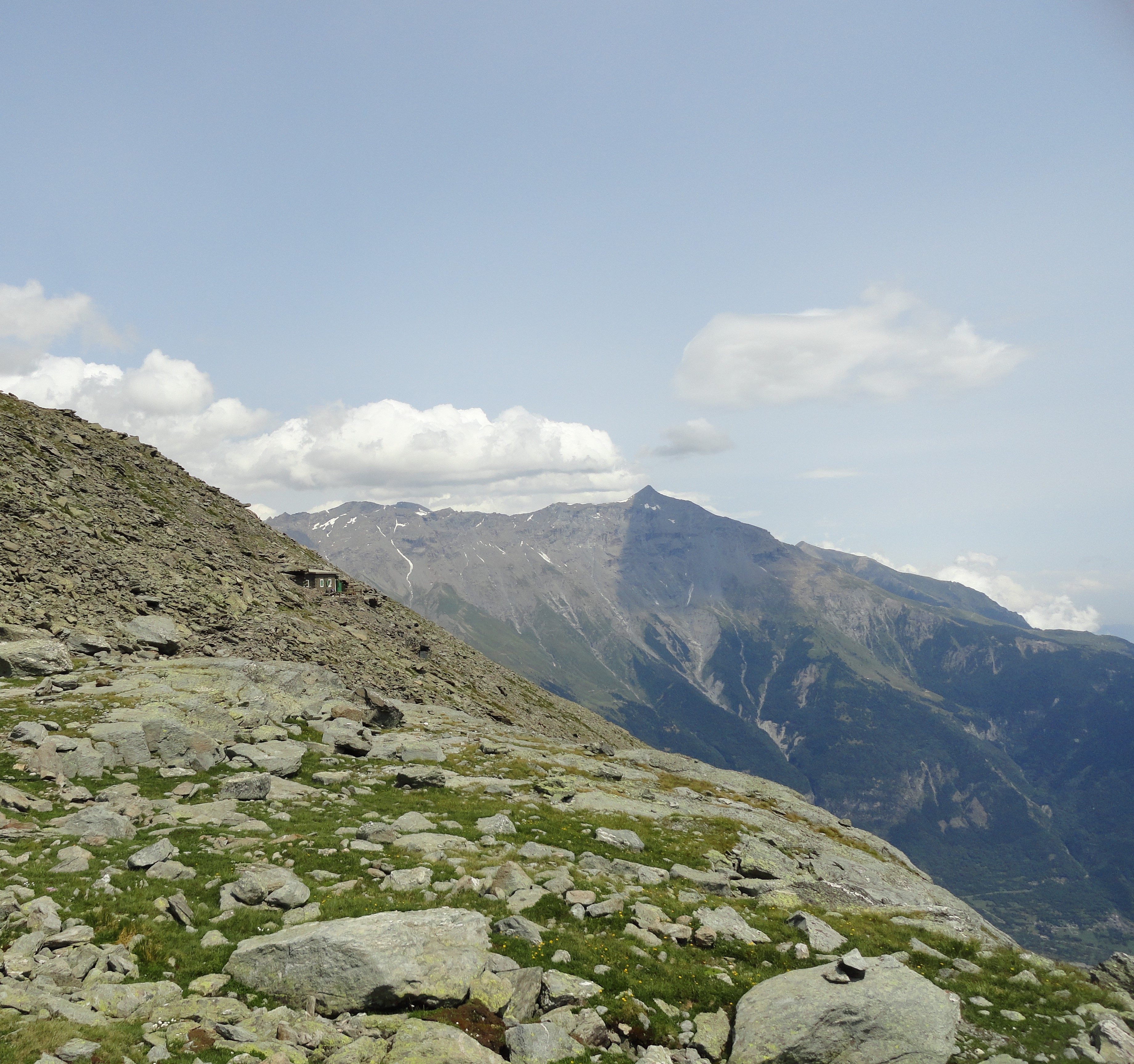
Il rifugio "incastonato" nella cresta che scende dalla Cima di Bard 3150 m (anticima del Monte Giusalet). Sullo sfondo il Rocciamelone

Il rifugio-bivacco è stato inaugurato nel 1982 ed è dedicato al vigile del fuoco torinese Piero Vacca, morto il 12 maggio 1980 a soli quarantadue anni precipitando dalla parete di arrampicata della Rocca Sbarùa durante un'esercitazione del Soccorso alpino. Nonostante sia formalmente in territorio francese (a seguito dei Trattati di Parigi del 1947) si trova in linea d'aria a meno di 2 km da Bar Cenisio ed è di proprietà della sezione del C.A.I. di Susa.

## Caratteristiche
Il rifugio, che ha una capienza di una dozzina di posti, è costruito sul versante est del monte Giusalet (sotto la cresta che scende dalla Cima di Bard, versante verso la val di Susa). Si trova in territorio francese appena oltre il confine con l'Italia stabilito dai Trattati di Parigi del 1947.

## Accesso
Al rifugio si arriva in circa due ore e mezza tramite un evidente sentiero di differente pendenza durante il tragitto. La partenza avviene sulla sinistra della diga del Lago d'Arpon (1.812 m), adibito alla pesca sportiva, al quale si accede tramite una strada sterrata in ottimo stato (di circa 3,5 km) che inizia all'altezza della ex garitta di frontiera sulla Strada statale 25 del Moncenisio, poche centinaia di metri dopo l'abitato di Bar Cenisio.
Lungo il sentiero per il rifugio si trova una fontanella (detta Vairetta) a quota 2.430 m, dalla quale sgorga acqua sempre freschissima.

## Ascensioni
- Monte Giusalet - 3.313 m
- Cima di Bard - 3.168 m

## Traversate
- Rifugio Avanzà – 2.578 m

## Galleria d'immagini

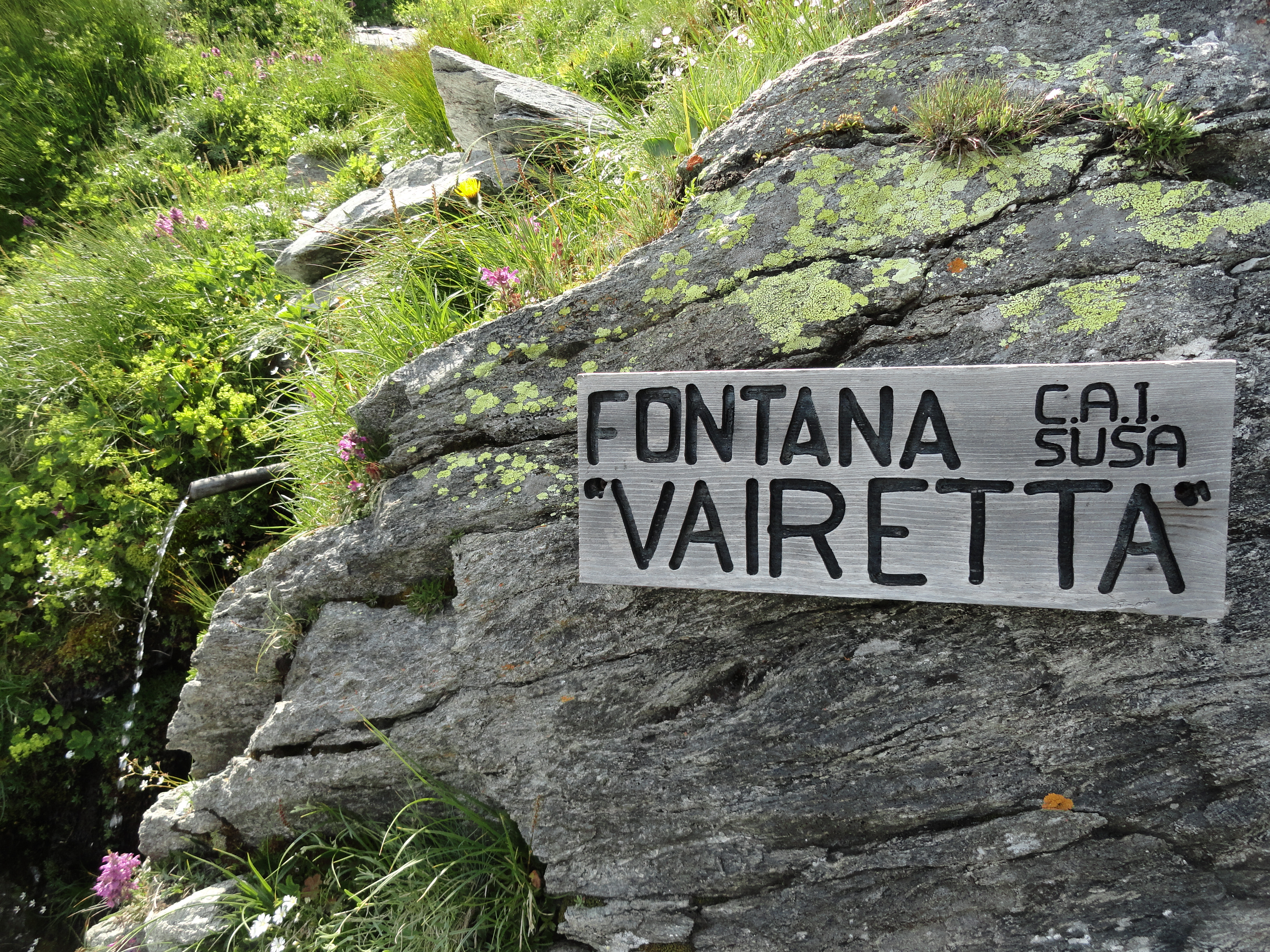
La Fontana Vairetta
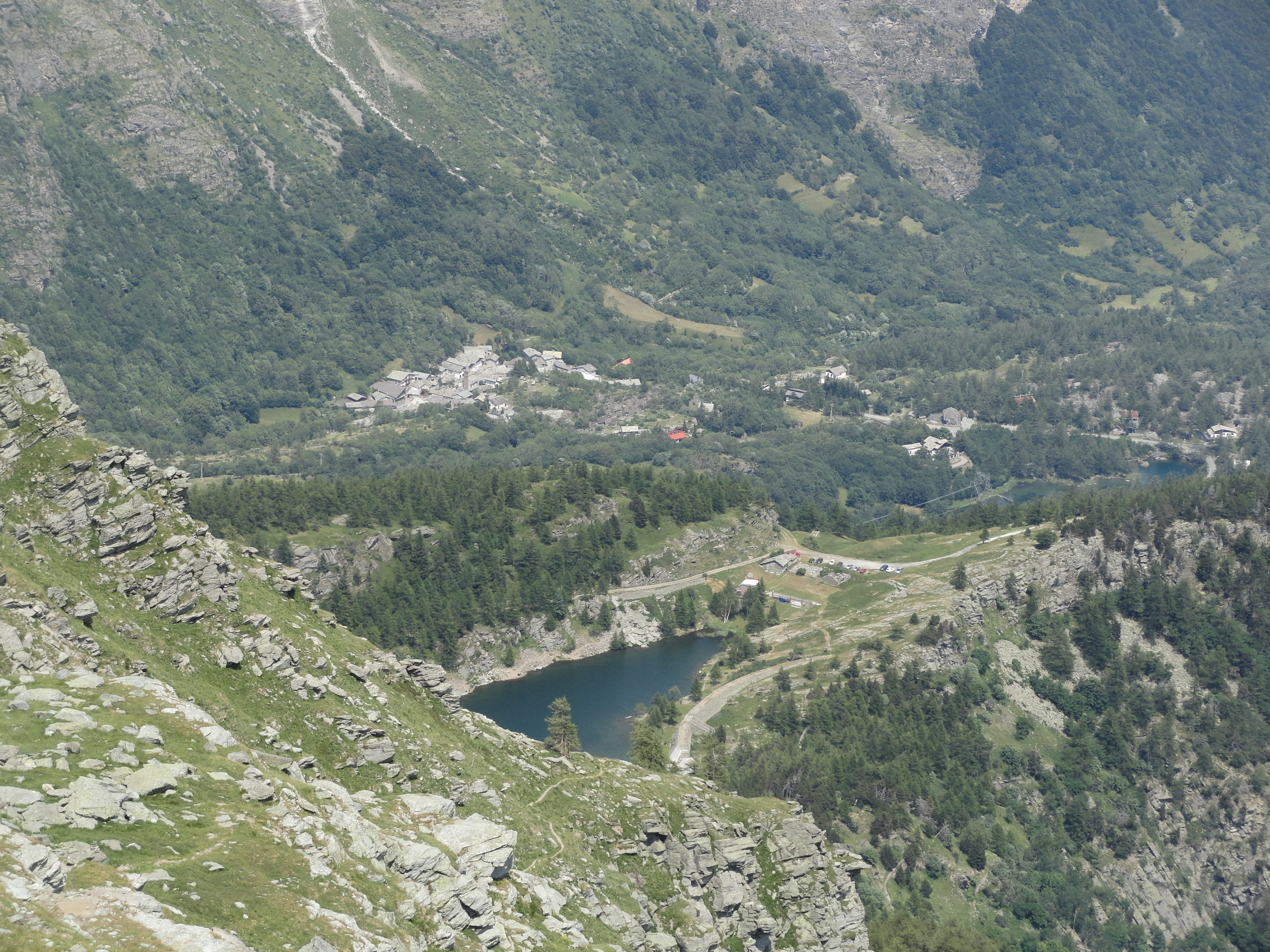
lIl Lago d'Arpon, dal quale parte il sentiero per il rifugio, con sullo sfondo l'abitato di Ferrera Cenisio
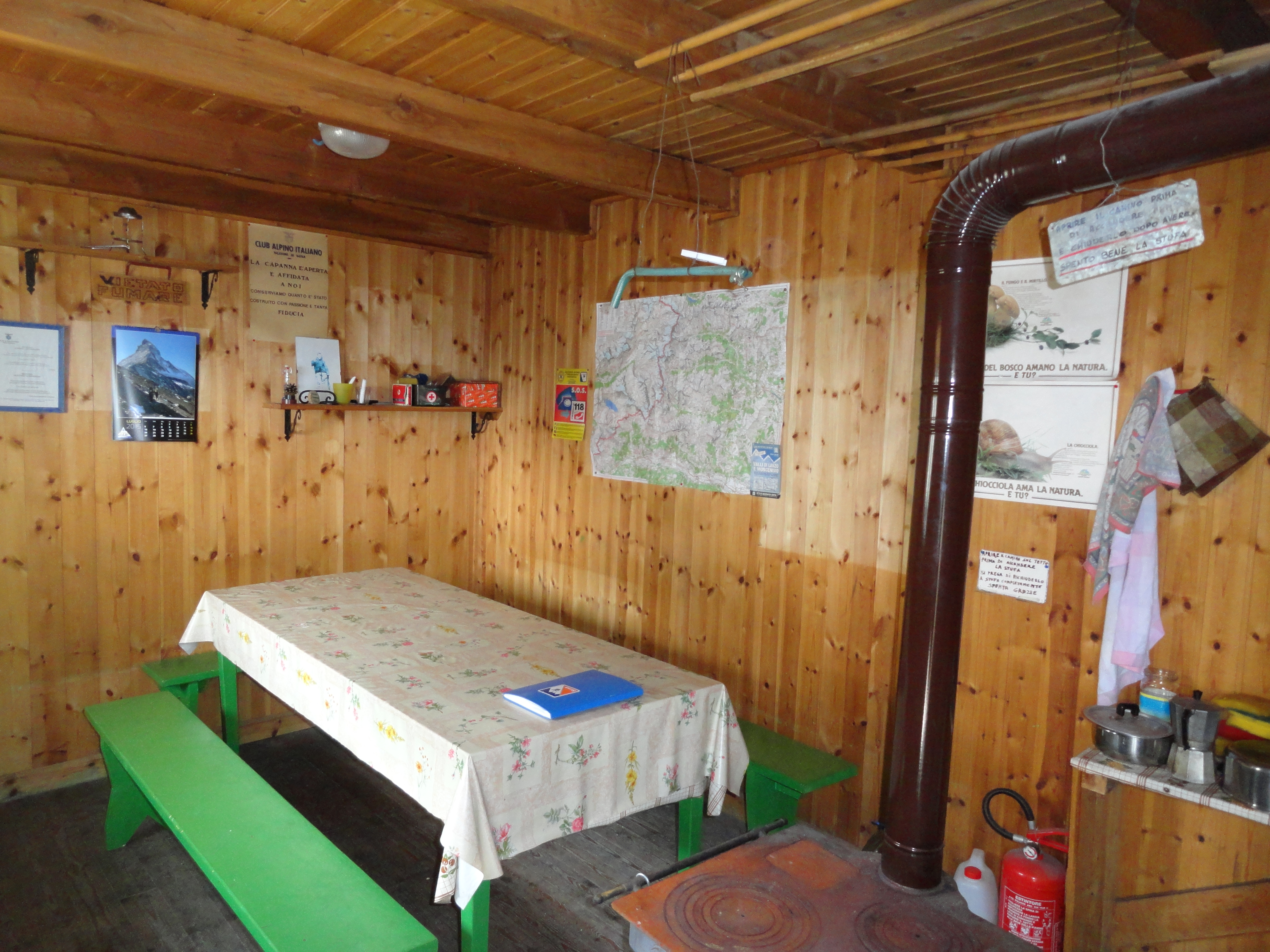
L'interno del rifugio nell'estate del 2015